# Edwin Vincent O’Hara

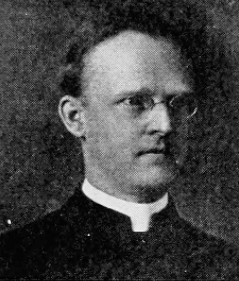
Bischof Edwin Vincent O’Hara (1881–1951)

Edwin Vincent O’Hara (* 6. September 1881 in Lanesboro, Oregon, USA; † 11. September 1956) war ein US-amerikanischer römisch-katholischer Bischof.

## Leben
O’Hara empfing am 9. Juni 1905 das Sakrament der Priesterweihe für das Erzbistum Portland in Oregon.
Am 1. August 1930 ernannte ihn Papst Pius XI. zum Bischof von Great Falls. Der Erzbischof von Portland in Oregon, Edward Daniel Howard, spendete ihm am 28. Oktober desselben Jahres die Bischofsweihe. Mitkonsekratoren waren Charles Daniel White, Bischof von Spokane, und Joseph Raphael John Crimont SJ, Apostolischer Vikar von Alaska. Am 5. November 1930 nahm er sein Bistum in Besitz. Am 15. April 1939 ernannte Papst Pius XII. ihn zum Bischof von Kansas City. Am 29. Juni 1954 erkannte der Papst ihn den persönlichen Titel eines Erzbischof zu. Am 24. August 1956 wurde er zum ersten Bischof des Bistums Kansas City-Saint Joseph ernannt.